# 羅克薩納 (喬治亞州)
羅克薩納（英語：Roxana）是位於美國喬治亞州保爾丁縣的一個非建制地區。該地的面積和人口皆未知。

## 地理
羅克薩納的座標為33°59′57″N 84°45′46″W / 33.99917°N 84.76278°W，而該地的平均海拔高度為292米（即958英尺）。